# 加藤恵里花
加藤 恵里花（かとう　えりか、1983年2月10日 - ）は、元NHK新潟放送局の契約キャスター。

## 人物
新潟市出身。平成18年入局。血液型はO型。

## 過去に担当していた番組
- 新潟ニュース610スポーツコーナー
- くらしのガイド新潟
- 新潟ラジオセンター
- 新潟ニュースファイルの情報コーナー